# 戰神系列
战神系列是由索尼互動娛樂聖塔莫尼卡工作室开发的神话题材动作冒险砍杀游戏系列，游戏改编自古希臘神話和北歐神話，創作靈感來自1981年的电影《諸神恩仇錄》。
主系列共包括八款游戏，2005年发行的《战神》、2007年发行的《戰神II》和2010年发行的《戰神III》，收錄在《戰神 傳說合輯》中，构成希臘神話篇的三部曲。2018年發行的《戰神》、2022年的《戰神：諸神黃昏》，分为北歐神話篇上下集。系列三部曲以外，聖塔莫尼卡工作室还推出了两款前傳遊戲（《戰神：崛起》、《战神：奥林匹斯之链》）和一款外傳遊戲《战神：斯巴达幽灵》。《戰神》系列作品广受好评，取得巨大的商业成功，截至2020年12月，系列全球销量超过5100万份。
系列由索尼互动娱乐圣塔莫尼卡工作室的大卫·贾菲创始，2005年在PlayStation2游戏机上发布该系列的首部作品《战神》。2022年该系列的最新作品是《戰神：諸神黃昏》。《战神》系列作品多为单人游戏模式，只有《戰神：崛起》（2013）同时支持单人和多人模式。該系列现已经成为索尼PlayStation的招牌作品。该系列的情节基于古代神话，讲述了奎托斯，從斯巴达战士到成为战神，并与世界各國神话的神系角色发生戲劇衝突的史詩故事。该系列的早期游戏聚焦於希腊神话，见证奎托斯走上了向奥林匹斯诸神复仇的道路;后来的游戏基于北欧神话，看到奎托斯走上自我救赎之路，同时也将他的儿子阿特柔斯作为次要主角，因为他们发生冲突或与各种北欧神灵和人物互动。游戏以流畅的操作、大氣磅礴的宏偉場景、極具魄力的快速反应事件系统以及独树一帜的一鏡到底电影化藝術风格为特色。
索尼互動娛樂聖塔莫尼卡工作室开发了該系列所有主要的作品，而Ready at Dawn开发了兩款外傳游戏。《战神》系列游戏可以分为两个世代，第一个世代是希腊神话篇。希臘神話篇總共有六部作品，以古希腊神话为基础，复仇和希望是該遊戲的中心主题。《战神》（2005）、《戰神II》（2007）、《戰神III》（2010）构成了主要的三部曲。前两部游戏在PlayStation2上发布，第三部在PlayStation3上发布。兩款外傳遊戲包括PSP上的《战神：奥林匹斯之链》（2008）和《战神：斯巴达幽灵》（2010），被稱為戰神的故事起源系列，豐富了三部曲的故事情節。第四部主要游戏《戰神：崛起》是全系列的前传，同样在PlayStation3上发布，也是整个系列唯一包含多人模式的游戏。第二个世代是北欧神话篇，北欧神話篇總共有两部作品，以北欧神话为基础，亲情和赎罪是該遊戲的中心主题。《戰神》（2018）、《戰神：諸神黃昏》（2022），分为上下集。

除了独立的游戏之外，战神系列还有三个作品合輯。包含两作PS2游戏的《戰神合輯》（2009）和同时包含PSP上两作游戏的《戰神：起源典藏版》（2011）分别由蓝点游戏工作室和Ready at Dawn在PS3上出品。以及包括《戰神合輯》和《戰神III》的《戰神 傳說合輯》。Sanzaru Games在2014年《戰神合輯》移植到了PSV上。作为系列10周年纪念，Wholesale Algorithms在2015年在PS4上移植了《战神III 高清復刻版》。
该系列中的游戏被誉为有史以来最好的动作游戏之一。该系列获得了无数奖项，其中《戰神4》獲得了TGA年度最佳游戏奖。一些游戏还针对较新的PlayStation平台进行了重制。该系列销售的强劲势头使得该系列的扩张进入了其他媒体领域，例如三个漫画系列和三本小说。该系列的衍生产品也已制作，包括手機遊戲、艺术品、服装、玩具和道具复制品，以及游戏的原声音乐等。

## 作品列表
| 2005 | 戰神               |
| 2006 |                    |
| 2007 | 戰神II             |
| 2008 | 战神：奥林匹斯之链 |
| 2009 |                    |
| 2010 | 戰神III            |
| 2010 | 戰神：斯巴達的亡魂 |
| 2011 |                    |
| 2012 |                    |
| 2013 | 戰神：崛起         |
| 2014 |                    |
| 2015 |                    |
| 2016 |                    |
| 2017 |                    |
| 2018 | 戰神               |
| 2019 |                    |
| 2020 |                    |
| 2021 |                    |
| 2022 | 戰神：諸神黃昏     |

### 主系列游戏
以下作品按故事情节时间线排序：

#### 希腊神话篇
| 游戏名称           | 发售时间 | 故事顺序 | 发售平台                                    |
| ------------------ | -------- | -------- | ------------------------------------------- |
| 戰神：崛起         | 2013年   | 第1部    | PlayStation 3                               |
| 战神：奥林匹斯之链 | 2008年   | 第2部    | PlayStation Portable、PlayStation 3         |
| 戰神               | 2005年   | 第3部    | PlayStation 2、PlayStation 3、PSV           |
| 战神：斯巴达的亡魂 | 2010年   | 第4部    | PlayStation Portable、PlayStation 3         |
| 戰神II             | 2007年   | 第5部    | PlayStation 2、PlayStation 3、PSV           |
| 戰神III            | 2010年   | 第6部    | PlayStation 3、PlayStation 4、PlayStation 5 |

#### 希腊神话篇合集
| 游戏名称         | 发售时间 | 发售平台      | 发行語言 |
| ---------------- | -------- | ------------- | -------- |
| 战神：起源收藏版 | 2011年   | PlayStation 3 | 繁体中文 |
| 戰神合輯         | 2009年   | PlayStation 3 | 英文     |
| 戰神 傳說合輯    | 2012年   | PlayStation 3 | 繁体中文 |

#### 北欧神话篇
| 游戏名称       | 发售时间 | 故事顺序 | 发售平台                                        |
| -------------- | -------- | -------- | ----------------------------------------------- |
| 戰神           | 2018年   | 第7部    | PlayStation 4、PlayStation 5、Microsoft Windows |
| 戰神：諸神黃昏 | 2022年   | 第8部    | PlayStation 4、PlayStation 5、Microsoft Windows |

## 故事简介

### 希臘神話篇
希臘神話篇共有六部作品，收錄在《戰神 傳說合輯》中。以下作品按故事情节时间线排序：
《戰神：崛起》于2013年3月1日在北美首次在PlayStation3上发布。是《戰神三部曲》的前傳。故事发生在在克雷多斯杀死妻子和孩子的六个月之后，由于背弃了与戰神阿瑞斯之间的誓言，他被复仇三女神囚禁。在誓言守护者奥克斯的帮助下，克雷多斯得知阿瑞斯和复仇三女神颠覆奥林匹斯山的计划。这位斯巴达人逃出监牢，随后他杀死了复仇三女神和寻求解脱的奥可斯。尽管挣脱了阿瑞斯的束缚，克雷多斯仍旧难逃被噩梦所折磨的宿命。
《战神：奥林匹斯之链》于2008年3月4日在北美首次在PSP（PlayStation Protable）上发布。故事发生在奎托斯為众神服务的十年期间，奎托斯奉諸神之命，統領斯巴達軍團阻止了波斯國王薛西斯对希腊城市阿提卡的入侵，并得知夢神墨菲斯妄图让世界陷入黑暗之中。在调查了太阳神赫利俄斯被绑架的事件后，奎托斯找到了幕後黑手冥後佩兒西鳳，並成功阻止了冥後佩兒西鳳聯合泰坦阿特拉斯企圖推翻奥林匹斯眾神的陰謀。
《戰神》于 2005年3月22日在北美PlayStation2平台上首发。是《戰神三部曲》的首部曲。在为奥林匹斯众神服务十年后，斯巴达战士奎托斯受智慧女神雅典娜委托寻找潘多拉魔盒，此時戰神阿瑞斯入侵雅典城，潘多拉魔盒是擊敗他的关键。一系列的倒叙揭示了奎托斯曾经是阿瑞斯的奴隸，阿瑞斯拯救了奎托斯和他的斯巴達軍團免于陣亡，並將他塑造成最強的戰士，其目的是為了顛覆奧林匹斯眾神的統治，阿瑞斯以卑鄙的手段欺骗奎托斯杀死了自己的妻子和孩子，这迫使他蜕变成“斯巴达亡魂”。奎托斯最终找到并打开了潘多拉魔盒，杀死了阿瑞斯。他登上了奥林匹斯山試圖以自殺的方式結束夢魘，卻最終失敗，被雅典娜推上奧林匹斯神位，成为新一任战神。
《战神：斯巴达之魂》于2010年11月2日在北美PSP（PlayStation Protable）平台上发售。奎托斯成為戰神之後，仍然被他凡人的过去的夢魘所困扰，在夢中聽到了母親卡利斯托的召喚，并决定乘船尋母。然而母親最終因此慘死在奎托斯手下，当奎托斯得知他的兄弟德摩斯被戰神阿瑞斯带走，并被死神塔納托斯囚禁之后，奎托斯决定去搭救他的兄弟。最終死神与兄弟二人交戰，在戰鬥中杀死了德摩斯，奎托斯随后杀死了塔纳托斯并坐上戰神王座，血親之仇不共戴天，这让他和众神之间的矛盾进一步激化了，也为即将到来的诸神之战埋下伏笔。
《戰神II》于2007年3月13日在北美PlayStation2平台上发售。是《戰神三部曲》的二部曲。奎托斯決定向眾神復仇，指揮斯巴達軍團入侵罗得岛，眾神之王宙斯介入并殺害了奎托斯，奎托斯墮入冥界，被大地女神盖亚救了下来。她告诉奎托斯必须找到命运女神改变命运，她们可以改变他的命运并防止他死于宙斯之手。奎托斯最终殺害了命運三女神，逆天改命，在他即将弑神时，智慧女神雅典娜牺牲了自己来拯救宙斯并保护奥林匹斯山，而后，奎托斯扭轉時空，回到第一次泰坦聖戰時期，將泰坦帶回自己的現在的時空，联合了泰坦族討伐奧林匹斯眾神，諸神之戰爆發，這是完結篇的序曲。
《战神3》于2010年3月16日在北美PlayStation3平台上发售。是《戰神三部曲》的完結篇。奎托斯联合泰坦再次燃起諸神之戰的烽火，他以惊天神力撼天动地，一举击杀海神波塞冬，弑神之举引发滔天大洪水。众神之王宙斯以雷霆神力将奎托斯打入冥界，因为奎托斯在诸神之战中的惨败，很快他就被泰坦抛弃了，泰坦只是利用他的力量来实现对奥林匹斯众神的战争。现在，他正在寻求对泰坦和奥林匹斯诸神的复仇，他得到了重生的智慧女神雅典娜的帮助，雅典娜指示他寻找奥林匹斯圣火以击败宙斯。奎托斯踏上寻找奥林匹斯圣火的道路。在冥界和奥林匹斯山之间，与诸神和泰坦们展开了一系列惊心动魄的殊死搏斗，随后奎托斯发现潘多拉魔盒就在奥林匹斯圣火之中，他发现潘多拉自身就是安抚圣火以及引导他开启魔盒的钥匙。潘多拉以牺牲自己生命为代价打开魔盒，克雷托斯用隐藏在魔盒深处那名为“希望”的弑神力量，最终杀死宙斯，并摧毁了奥林匹斯众神，完成了复仇。至此世间重归混沌，在故事的结局，奎托斯选择把希望留给了世间的人类。最终拖着伤痕累累的身体离开了这片伤心之地。

### 北歐神話篇
《战神》于2018年4月20日在全球发售。首次發售是在PlayStation 4平台，并于2022年1月14日通过Steam平台發售。这是戰神系列首款在Microsoft Windows平台上发售的作品。本作是该系列的全新篇章，故事的舞台轉向了北歐神話。《战神3》事件发生多年后，奎托斯最终来到了北欧神话世界中的古挪威米德加爾德王国，并育有一个儿子，名叫阿特柔斯。奎托斯的第二任妻子勞菲去世后，两人踏上了一段旅程，以实现她将骨灰撒在九界最高峰的遗愿，后来被新盟友密米爾透露九界最高峰在巨人國度约顿海姆。在旅途中，他们遭到了光明之神巴德爾的袭击，巴德爾被眾神之父奧丁派去找勞菲，以阻止诸神黄昏，却不知道她已经死了。在奎托斯最终杀死巴德爾后，長達三年的芬布尔之冬开始了，诸神黄昏也随之而来。当巴德爾的母亲華納神族女神弗蕾雅发誓要向奎托斯报仇时，他和阿特柔斯完成了他们的旅程，并发现勞菲是一个预见未来的約頓巨人，而阿特柔斯最初的名字是洛基。
《战神：诸神黄昏》于2022年11月9日在全球发售。首次發售是在于PlayStation 4 和PlayStation 5平台， 后来于2024年9月19日发布了 Windows版。在長達三年的芬布尔之冬结束时，奎托斯、洛基和密米爾遇到了眾神之父奧丁和雷神索尔，克雷多斯与雷神首度決戰，決戰之後，主角三人踏上了穿越九界的旅程，希望找到一种方法来阻止世界末日事件“诸神黄昏”。一路上，他们遇到了复仇心切的弗蕾雅，但他们最终做出了弥补。由于无法阻止诸神黄昏，眾人發現諸神黃昏只会摧毁阿薩神族的家园——神界阿斯加德。奎托斯、洛基、弗蕾雅和他们的盟友联合了九大國度，与神界阿斯嘉特诸神展开了最終的決戰。奎托斯再次与雷神索爾战斗，但雷神索爾因拒绝杀死奎托斯而被奥丁杀害。奎托斯、洛基和弗蕾雅三人随后与奥丁交战，并最終击败了眾神之父奧丁，洛基和辛德里殺死了奧丁，火巨人史爾特爾變成諸神黃昏，毀滅了神界阿斯加德。回到米德加爾德后，洛基决定要去寻找剩余的約頓巨人，承擔起巨人族勇士的責任，并衷心向父親奎托斯告別，克雷多斯對洛基表示理解和欣慰，並送別洛基。父子兩人的冒險旅程就此畫上了圓滿的句號。
《戰神：諸神黃昏》的追加下載內容（DLC）“英靈神殿”于2023年12月12日在全球發售。在诸神黄昏結束之後，現在已成為女武神女王的弗蕾雅曾邀請克雷多斯加入她的維和議會，擔任新的北歐戰神，因為提爾已經放棄了這個位置。然而，克雷多斯因為自己曾在希臘神族中濫用權力而不願接受此邀請。克雷多斯和密米爾收到了一封匿名的邀請函，後來發現這封信是來自提爾，目的是讓克雷多斯面對自己的過去並原諒自己。克雷多斯在英靈神殿經歷了多次試煉，最終與過去的自己和解，並接受了北歐戰神的職位，倡導希望的理想。

## 合辑與高清復刻

### 合辑
以下作品为希腊神话篇作品合輯：
《戰神合輯》于2009年11月17日在北美发售，这是《战神》系列首次登陆PlayStation3平台。本作包含了《战神》和《战神II》的重制版，由蓝点游戏工作室（Bluepoint Games）进行了1080p的高清化制作。游戏能够在60帧下运行，并且加入了奖杯系统。随后，圣猴游戏（Sanzaru Games）于2014年5月将这部作品移植到PlayStation Vita平台上，这也是《战神》系列唯一一次登录PlayStation Vita平台。2012年8月28日起《戰神合輯》收录在《戰神 傳說合輯》当中，在北美发售。
《戰神：起源典藏版》于2011年9月13日在北美PlayStation3平台上发售。本作包含了PlayStation Protable平台《战神：奥林匹斯之链》和《戰神：斯巴達的亡魂》的重制版，由黎明就绪（Ready at Dawn）进行了1080p的高清化制作，能够达到60帧的效果，支持PS3的DualShock 3手柄震动反馈，并加入了奖杯系统。这也是《战神》系列唯一一次支持3D效果。2012年8月28日起《戰神：起源典藏版》收录在《戰神 傳說合輯》，在北美发售。
《戰神 傳說合輯》于2012年8月28日在北美PlayStation3平台上发售，本作包含5款索尼PlayStation3平台上分别发售的《战神》系列游戏，其中包括《战神》、《戰神II》、《戰神III》、《战神：奥林匹斯之链》以及《戰神：斯巴達的亡魂》。两张蓝光光盘当中，第一张包含了《戰神合輯》，第二张包含了《戰神III》，而《戰神：起源典藏版》则是以下载码的形式存在的。游戏本身与单独发售的PS3版《战神》系列完全相同。

### 高清移植
《戰神III 強化版》于2015年7月14日在北美PlayStation4平台上发售，这是《战神》系列在PlayStation4平台上的首次亮相，也是为了庆祝该系列10诞生周年的作品。本作由批量算法（Wholesale Algorithms）进行了1080p的高清化移植，能够在60帧下运行。

## 游戏玩法
战神系列包括七款单人游戏和一款包含多人游戏的游戏。在希腊神话篇，游戏都使用傳統的固定第三人称视角，对于2018年的《战神》和《戰神：諸神黃昏》，视角从固定的第三人称视角变成了越肩视角。但是在《战神3》和《戰神：崛起》这两作出现过第一人称视角第一人称视角。在整个系列中，玩家控制角色奎托斯，结合近战元素、砍杀元素、平台元素和益智游戏元素的事件中达成目标来让整个故事得到完整的展现（由于摄像机的变化，平台元素从《战神4》、《戰神：諸神黃昏》游戏中被移除）。2018年增加了奎托斯的儿子阿特柔斯，虽然游戏完全以奎托斯的身份进行，但有时玩家可能会选择被动控制阿特柔斯（一个按钮是专门给阿特柔斯的，他会根据镜头指向的位置从弓上射箭）。虽然阿特柔斯仍然是《戰神：諸神黃昏》中的伴随角色（除了其他几个角色），但在一些故事任务中，玩家可以完全控制阿特柔斯，他的战斗与奎托斯相似，但他使用弓箭。
在整个希臘神話篇游戏中，奎托斯的主要武器是一对双链刀，以三个形式迭代出现：混沌劍、雅典娜神剑和流亡剑。它们的表现相似，但在连招类型、伤害量以及武器外观方面，會有所不同。其他武器也可以在游戏中获得（例如《战神3》的尼米亞護手），并且在游戏玩法上有所不同。魔法也被使用，通常会获得四种魔法（例如《战神》中的哈帝斯大軍、波塞冬之怒、美杜莎的凝视、宙斯之怒）。《战神3》的不同之处在于，没有单独的魔法，而是四种主要武器（尼米亞護手、流亡劍、復仇兇鞭、哈帝斯鉤爪），它们拥有各自的魔法攻势。该游戏还具有 “道具”——额外的使用有限的辅助武器，例如阿波罗之弓。在每款新游戏中，大多数武器和魔法都会通过情节發展而丢失，并且在游戏过程中会获得新的武器和魔法。《戰神：崛起》不同于以往的游戏模式，它不是在整个游戏过程中获得新的武器，玩家只能根據實際情況隨機获得五个有使用限制的世界武器（例如剑或者矛），並短暫的使用他們。当没有武器装备时，玩家可以打或踢敌人，这是添加到游戏中的新机制。
在北欧神話篇中，奎托斯的主要武器是一把叫做利维坦之斧的魔法战斧。它可以被扔回并召唤回他的手上，类似于雷神索爾的锤子妙爾尼爾。后来在 2018 年的《战神》中，他恢复了保留在戰神：諸神黃昏中的混沌之刃。他们的表现与希腊游戏期间相似，但能力不同。利维坦之斧和混沌之刃，以及《戰神：諸神黃昏》中引入的德羅普尼爾长矛，都可以升级为使用称为盧恩符文攻击的特殊魔法攻击。每种武器都有轻重盧恩符文攻击，玩家可以选择在武器上装备哪些盧恩符文攻击，事實上《戰神：諸神黃昏》中引入的德羅普尼爾长矛，來源自《战神：斯巴达之魂》的武器斯巴達武裝。
本系列中包含连击攻击判定和快速反应事件（QTE）功能，也被称为情境敏感攻击，当玩家削弱敌人时启动。在QTE出现时玩家将有限地控制奎托斯，如果成功的话，就会结束战斗；失败的话，通常敌人会对玩家造成伤害。除了QTE系统外，《戰神：崛起》还具有无提示的自由系统，允许玩家根据敌人的行动选择何时攻击或躲闪，可以适用于普通敌人身上。削弱敌人后，操作按键来更多的攻击伤害或结束移动。戰神系列的QTE系统採用了遊戲電影化的鏡頭語言，尤其是在《战神3》序章的诸神之战故事中，戰神奎托斯大戰海神波塞冬的超大魄力場面，更是達到了系列巔峰之最，宛如神話史詩電影重現，成為了電子遊戲史上教科書級別示範。
北欧神話篇改变了这一点，当敌人被削弱到足够多后，它的头顶会出现一个提示，根据敌人的不同，奎托斯可能会将其撕成两半，或抓住他们并毆打至死，以及其他可能的结果。他还会跳到大型巨獸身上骑乘（例如食人魔、地獄三頭犬），使他们攻击其他敌人，类似于希腊神話篇中的独眼巨人。
有些玩家在游戏后期会用上的聖物（例如在战神中获得波塞冬的三叉戟后就可以让奎托斯长时间潜泳），同样也是游戏进程里必不可少的道具。奎托斯通常具有特殊的神力，可以提供暂时的无敌和更高的攻击伤害，來極大的傷害敵人。这种能力已成为整个系列中持续存在的游戏特色——《戰神》中的众神之怒、《戰神II》中的泰坦之怒、《战神3》中的斯巴达怒火、《战神：斯巴达之魂》中的席拉祸害。奎托斯通过战斗蓄能获得特定的魂从而释放此能力，不同于游戏里的席拉祸害是自动蓄能的。
虽然奎托斯在2018 年的《战神》中没有保留任何希腊时代的聖物，但他确实有一种叫做斯巴达之怒的愤怒能力，凭借这种能力，奎托斯使用强大的徒手攻击，而不是武器，对敌人造成巨大伤害。《戰神：諸神黃昏》增强了斯巴达之怒能力，提供了另外两种能力，一种提供體力計，另一种提供强大的武器攻击，具体取决于装备的武器。第三種能力是在《戰神：諸神黃昏》的資料片英靈神殿中引入的，它允许玩家使用《戰神2》的最強武器奥林匹斯神劍，就是《戰神3》中的斯巴达怒火功能。
蛇髮魔女之眼和凤凰羽毛放在游戏中不显眼的箱子里（《戰神：崛起》里是在白色箱子里），米諾陶洛斯之角，分别在《戰神3》里提升物品栏数量和在《战神：斯巴达之魂》里提升怒火計的长度。物品栏里放置着道具，怒火計显示着席拉祸害当前的能量，当眼睛羽毛和角收集到一定数量的时候可以提升它们的最大值。其他的箱子里放着绿色、蓝色或红色的寶珠，绿寶珠回复玩家生命；蓝寶珠回復魔法值；红寶珠提供升级武器和魔法的经验，从而获得更强大的攻击，也可以回復怒火計。此外，在《戰神II》和《戰神：崛起》里的金寶珠以及在《戰神3》里的白寶珠才能回復怒火計，而不是红寶珠；另外在《戰神：崛起》中还能在战斗中回復怒火計。游戏里还存在颜色变化的箱子，玩家可以在这种箱子里选择自己需要的颜色寶珠。红寶珠还能通过杀怪和破坏某些物品获得。BOSS和较为强大的对手在被杀时也会掉落一组颜色各异的寶珠。
在北欧神話篇中，伊登的苹果取代了蛇髮魔女之眼以增加生命槽的最大长度，而血蜜酒的号角则增加了怒火計的最大长度。北欧神話篇还将绿色和红色的寶珠改为石头，需要踩踏才能回復體力計和怒火計。魔法的做法也不同。盧恩符文的魔法攻击有一个冷却时间，而不是收集藍寶珠来回復魔法，一旦冷却时间结束，就可以再次使用盧恩符文魔法攻击。此外，玩家积累不同的制作资源材料，主要是銀片，来创建和购买新裝備，例如新盔甲或升级现有盔甲和武器，经验值用于学习新的战斗技能。北欧神話篇的游戏中的箱子，能提供各种不同的材料。
除了《戰神：崛起》之外，每部作品都提供挑战模式，该模式会产生额外的红寶珠（或经验值）、隐藏服装和花絮影片。奖励内容也可以通过击败游戏的难度级别来解锁。北欧神話篇的游戏还包括位于穆斯貝爾海姆國度的試煉模式，完成后会奖励各种物品。允许玩家设置难度级别并选择自己的对手的战斗竞技场包含在《戰神II》、《战神3》、《战神：斯巴达之魂》和《戰神4》中。《戰神4》以穆斯貝爾海姆火山試煉的形式引入了自己的战斗竞技场版本，《戰神：諸神黃昏》的資料片《英靈神殿》以英靈神殿审判的形式引入了自己的战斗竞技场版本，它使用了肉鴿类型的元素。此外，希腊神話篇游戏以在每期中都包含一个快速性爱迷你游戏而闻名，到《戰神：崛起》則改為情色過場片段，直到北歐神話篇的《戰神》徹底放弃了性爱迷你游戏。
《戰神：崛起》是该系列中唯一一款具有多人游戏功能的游戏，该游戏仅适用于在线游戏，适用于竞技和合作游戏。两支由 2 到 4 名玩家组成的团队（或 4 到 8 名玩家的死亡竞赛）最多 8 名玩家为争夺地图的控制权而战，以获得众神的奖励。玩家还可以在一对一的比赛中互相战斗。玩家必须与宙斯、哈迪斯、阿瑞斯或波塞冬结盟，这使得玩家可以尝试不同的武器、盔甲和所选之神创造的神力，并解锁额外技能。

## 游戏发展史

### 家用主机

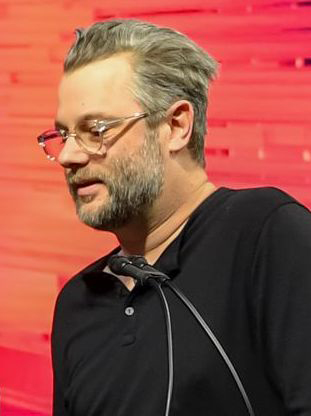
科里·巴羅格，《战神》系列主要贡献者之一，迄今为止，他已经制作了六部游戏。其中最引人注目的角色是担任《战神》和《战神2》两部作品的製作人。

在第一款游戏《極速魔神》取得成功后，聖塔莫尼卡工作室于2002年开始开发《战神》，并于两年后的2004年，在SCEA圣莫尼卡游戏展上发布了这款游戏。游戏的导演兼制作人大卫·贾菲（David Jaffe）表示，虽然《战神》的点子是他想的，但还得感谢卡普空，因为他是在玩《鬼武者》（Onimusha）时想到“不如搞个希腊神话的吧”的这个点子的。贾菲的灵感来自1981年的电影《諸神恩仇錄》（Clash of the Titans），他说：“对我来说，真正的高端概念在于……将其与重金属杂志融合”。他还说他虽然喜欢孩子向的希腊神话主题，但这次的作品中会加入性与暴力相关的内容。此外，贾菲也受到1981年《夺宝奇兵》影片的启发。虽然这款游戏是基于希腊神话的，但开发团队也给自身充分的自由去修改神话。贾菲说，他们采用了这个概念最棒的部分，并充分利用这些元素创造了美术和故事。视觉研发总监和首席概念美术师查理·文（Charlie Wen）从2000年《角斗士》等电影当中获取灵感，并将其运用在克雷多斯的角色和《战神》世界观的设计上。游戏基地（GameSpot）表示，开发者声称该游戏“融合了《鬼泣》（Devil May Cry）中的动作要素和《古堡迷踪》（Ico）中的解谜要素”，并且提示玩家可以“通过简单的动作攻击敌人，比如将对方劈成两半”等。游戏是基于圣莫妮卡为《极速魔神》（Kinetica）制作的引擎开发的。
《战神》初代作品的片尾中曾经暗示“奎托斯还会归来”。在2006年的游戏开发者大会（GDC）上，圣莫尼卡工作室正式公布了《戰神II》的消息。大卫·贾菲（David Jaffe）退位，成为续作的创意总监，而游戏总监则由《战神》的首席动画师科里·巴羅格（Cory Barlog）来担任。巴洛格表示，在游戏中，玩家会看到“克雷多斯在神话世界中更优秀的表现”。和《战神》一样，二代作品也是基于圣莫妮卡《极速魔神》（Kinetica）引擎开发的。更加精湛的魔法攻击已经成为战斗系统中不可或缺的组成部分，游戏中追加了来自古希腊神话的全新怪物和英雄，也追加了更多的BOSS战。贾菲和巴洛格都说，他们没有把《戰神II》当成续集，而是前一作游戏的延续。贾菲说，他们并不想把罗马数字2列入标题中，但他们也不想让标题给人一种资料片的印象。他们说，“之所以《戰神II》是出品在PlayStation2平台而不是4个月前发售的PlayStation3平台，是因为有近一亿的玩家期待着，只要《戰神II》一发售，他们就可以马上玩到”。巴洛格保证，由于支持向下兼容，将来玩家们可以在新平台上玩到《戰神II》。
《戰神II》的发布活动上，科里·巴洛格（Cory Barlog）首次公布了《戰神III》的概念，官方于2008年电子娱乐博览会（E3）上正式宣布《戰神III》的情报。在经历了八个月的发展之后，巴洛格由于某些原因离开了圣莫妮卡，而《战神》和《戰神II》的首席场景美术斯蒂格·阿斯穆森（Stig Asmussen）肩负起了总监的责任。阿斯穆森表示，在PS3版《戰神III》中最具有挑战性的就是“所有事物的复杂性”，比如设计赫利俄斯的路线可能会需要将近一年的时间，因为“细节过于复杂，可能需要团队配合”。他说，PlayStation3的硬件功能允许更灵活的角色设计，以及与环境的互动。《戰神III》的引擎是从前两部作品被移植到PlayStation3的，随着游戏的开发，代码部门陆续将PlayStation2的组件替换到PlayStation3上。他们陆续取代了渲染器、粒子系统和碰撞系统。虽然沿用了《戰神II》的引擎，但《戰神III》的核心引擎却是全新的。在2009年的E3到游戏发售之间的时间里，还新增了形态抗锯齿MLAA（morphological anti-aliasing）功能，图形工程师本·迪亚曼德（Ben Diamand）表示，这一功能“改善了图形边缘的表现，大大节省了帧速率”。迪亚曼德还说，“同时还在质量和速度上增加或改善了景深、运动模糊以及黄昏的光线和折射等”。
2012年4月12日，索尼在官方PlayStation脸书主页上发布了《戰神：崛起》的片头影像预告片，随后在4月19日时，PlayStation官方博客上也公布了这条消息。曾经在《战神》和《戰神II》中担任设计师，并在《戰神III》中担任设计总监的托德·帕佩（Todd Papy），在本作中将担任总监。《戰神III》的总监斯蒂格·阿斯穆森（Stig Asmussen）正忙着制作圣莫尼卡工作室的另一个项目，并没有参与《戰神：崛起》的制作。官方正式确认了游戏的标题后，帕佩表示为了避免时间线的混乱，《戰神：崛起》并没有使用《战神4》的标题，因为它是《战神》三部曲的前传，并不是续篇。本作的特征在于改进了《戰神III》的引擎，让玩家可以进行8人线上对战。首席战斗设计师杰森·麦克唐纳（Jason McDonald）表示，增加多人战斗的原因是出于好奇心。多人游戏模式是用克雷多斯进行测试的，测试人员觉得这个模式很有意思。看到他们的反应之后，团队认为多人游戏模式很有价值，所以他们决定把这一模式加入到《战神》当中去。在从《戰神III》到《戰神：崛起》的发展过程中，图形工程师塞德里克· 普萨斯（Cedric Perthuis）指出，《戰神III》的引擎限制了美术人员的创造力，所以他们“在保证不会损失表现的前提下，尽量避免这些限制”。《戰神：崛起》并不像《戰神III》那样有画面上质的飞跃，而是选择从侧面增加了动态光影来增加效果，比起《戰神III》来，粒子效果也得到了很大的改善。

### 便携式游戏机
圣莫尼卡工作室的游戏开发人员在初代《战神》发售不久后，黎明就绪就准备在PSP（PlayStation Portable）平台上开发一款《战神》游戏了。科里·巴洛格在《戰神II》的发布会上正式声明其名称为《战神：奥林匹斯之链》，他说：“这是一款剧情独立的游戏，但与主线剧情息息相关”。《奥林匹斯之链》采用专用引擎研发，引擎的名称为“黎明引擎（Dawn engine）”，是基于2006年发售的动作游戏《达斯特》（Daxter）扩展而来的。黎明引擎起初是为PSP平台上受限的222兆赫（MHz）处理器而设计的，经过固件升级后，它使索尼PSP提高到了333兆赫的处理速度。更快的处理器可以让血液、阴影和灯光效果更为逼真，改进敌人的AI，但明显更为耗电，降低游戏机的续航时间。游戏研发完成后，总监路·维拉苏利亚（Ru Weerasuriya）表示，由于时间的限制，多人游戏选项、其它谜题、角色以及对话等不得不被删除。
《战神：斯巴达之魂》是于2010年5月4日在PlayStation博客上公布的，根据索尼公司的说法，通过黎明引擎可以做到“最先进的视觉技术”，实现“高质量的环境和角色”。《战神：斯巴达之魂》比《战神：奥林匹斯之链》提升了25%的游戏性，并增加了同屏敌数以及BOSS数量。《斯巴达幽灵》的研发时间是23个月，由于维拉苏利亚（Weerasuriya）在黎明就绪时的安排，他无法回归研发；于是《奥林匹斯之链》的首席设计师丹娜·简（Dana Jan）肩负起了本作的制作人职位。简（Jan）在2010年的Comic-Con大会上指出，从2008年游戏开始研发起，最终目标就是要比《奥林匹斯之链》做得更好。《斯巴达幽灵》已经成为PSP平台上的“绝对容量”，而它的另一个特征就是大量的同屏敌数。这个游戏的理念来源于某位获得《戰神III》白金奖杯的玩家的调侃，该奖杯展示了一个名为spartansstandtall.com的网站，而该网站于5月4日正式成为《斯巴达幽灵》的官方网站。简（Jan）还表示，游戏背景时段之所以会选择在《战神》和《戰神II》之间，是因为“似乎很有必要去填补这一块空白”。

## 衍生改編

### 紀錄片
《战神：发掘传说》（75分钟，2010） 是一部关于《战神》系列希腊神話篇的纪录片，由彼得·韦勒主持。该作品讨论了《戰神》游戏与希腊神话之间的关系，并邀请了《戰神3》开发团队的成员和专业历史学家出鏡。这部纪录片被包括在《战神3》终极典藏版（北美）和 《战神3》终极三部曲典藏版（欧洲、澳大利亚和新西兰）的包装中。在2010年3月25日，本片在北美的PlayStation Store上开始发售。
《战神 - 游戏制作人直播》（80 分钟，2010 年） 是一部纪录片，由《战神》系列希腊神話篇的五位游戏製作人：大卫·贾菲（《战神》）、科里·巴羅格（《戰神II》《戰神4》）、路·维拉苏利亚（《战神：奥林匹斯之链》）、斯蒂格·阿斯穆森（《戰神III》）和 丹娜·简（《战神：斯巴达之魂》）)。这部纪录片的形式是由G4的艾莉森·海斯利普主持的一次访谈会，参加者有五位制作人，150名PlayStation博客会员，以及《战神》官方网站GodofWar.com和SpartansStandTall.com（一个已经关闭的《战神：斯巴达之魂》推广网站，只有获得战神3白金奖杯的人才能得到链接）的会员。本片在2010年9月1日摄影于洛杉矶的El Portal Theater，并且于2010年11月2日作为《战神：斯巴达之魂》的预购奖励在北美发布。后来本片被包括在《戰神：起源典藏版》中，并且在PlayStation Store上发布。
《戰神再起》（115 分钟，2019 年）是一部YouTube纪录片，讲述了圣莫尼卡工作室製作《战神4》的五年过程，展示了为復興该系列所付出的“巨大努力”。这部纪录片于2019 年4月20日發佈宣傳片，即游戏《战神4》發佈的一周年，并于次月的5月10日正式发布。2019年5月5日在bilibili發佈中文字幕版。2019年6月29日在YouTube发布繁体中文字幕版。

### 漫画系列
《戰神 (DC漫畫)》，是一部由美国著名漫画创作人玛夫·沃夫曼作画的六期漫画系列，在2010年3月至2011年1月之间，由美國DC漫画和WildStorm出版。該漫畫主要介紹了他女儿出生的故事。故事发生在当奎托斯还是一个斯巴达的士兵时，他的女兒卡莱恩比染上了瘟疫。为了救她，奎托斯启程前往阿斯克勒庇俄斯之井寻找有治愈魔力的仙果。与此同时，五位神明和战神阿瑞斯打赌，每人选一位勇士，最后得到仙果的勇士代表的神明获胜。奎托斯是阿瑞斯选定的勇士。奎托斯克服一切困难，并战胜了另外一位勇士，也就是哈迪斯的勇士，蛮族王子阿力克（后成为蛮族国王）。最终奎托斯救回了女儿。后来，克雷多斯再次启程去摧毀仙果，以防止已死的戰神阿瑞斯的信眾，用仙果复活他们的神祇。该系列于 2011年3月發佈紙質平装本。
在《戰神：崛起》的发售之前，圣莫尼卡工作室在2012年10月和2013年3月之间在战神网站上发布了一部附带社区体验（通过回答漫画里提出的问题和谜语，读者可以获得道具和经验值奖励）的漫画《战士崛起》。这部漫画是一个联系《戰神：崛起》单人模式剧情的前传故事，同时也是多人模式玩家角色的背景故事。
《戰神：隕落之神》，是黑马漫画公司出版的《战神系列》四卷短篇漫画，在2021年發佈推出。讲述了《战神III》结束之后的故事，承接了《战神4》。当奎托斯杀死了宙斯，毁灭了奥林匹斯并从自杀的神剑之下幸存，他开始了长途跋涉：他要远离自己的家园以及那段不堪回首的过去。但往日的血债仿佛附身在了混沌剑上一般挥之不去，奎托斯多次试图抛弃混沌剑，但是混沌剑却总是找到奎托斯。奎托斯开始了漫长的流亡之旅，途径埃及的他，受到了神秘先知和雅典娜的指引，要求奎托斯必须摆脱梦魇，接受自己的使命。最终他接受了混沌剑，在埃及当地帮助村民打败了巨兽，并继续着自己的漫长旅途。四卷作为游戏的直接前传故事。它展示了奎托斯试图把他过去作为神的生活抛在脑后，和他的家人过平静的生活。

### 文學系列
《战神》小说系列复述了游戏的情节，但在剧情上更加深入。第一部游戏的官方小说同样名为《战神》，由马修·斯托弗和罗伯特·E·瓦尔迪曼撰写，中文版于2012年11月由中國大陸的凤凰出版社出版，中國大陸男演員张本煜翻譯。第二部游戏的官方小说《战神II》，由瓦尔迪曼一个人所作，在2013年2月12日由德雷书业出版。第四部遊戲的官方小說《战神4》，由游戏总监科里·巴羅格的父亲詹姆斯.M.巴洛格撰写，中文版于2021年3月1日由中國大陸的新星出版社出版。

### 手机游戏
2007年5月，索尼在线娱乐（Sony Online Entertainment）在洛杉矶的新闻发布会上公布了手机游戏《战神：背叛》。该游戏使用了110个不同的动画，并以2D的形式呈现了一系列的3D图形。游戏总监菲尔·科恩（Phil Cohen）表示，尽管游戏的开发相对来说比较顺利，但最大的挑战在于采用创建独立瓦片集来调用调色板的方案，以多样性来实现仅用几百KB来描绘出复杂的环境效果，也满足了圣莫尼卡工作室的高要求标准。科恩在2005年9月至10月期间撰写了最初的设计文案，在2006年8月重构了这个文案并于当月开始进行研发。高端手机版在2007年4月完成，低端手机版最终在2007年6月完成。移植团队在几周之内的时间里，让这款游戏支持了200款不同型号的手机。大卫·贾菲和科里·巴洛格都认为《背叛》的开发团队抓住了战斗和视觉风格的感觉，并且“对反馈和积极支持都有极大的帮助”。

## 音樂

### 希臘神話篇
目前《战神》系列已发行过5张专辑，参与制作的作曲家包括杰拉德·K·马里诺（Gerard K. Marino）、罗恩·菲斯（Ron Fish）、威尼弗雷德·菲利普斯（Winifred Phillips）、迈克·里根（Mike Reagan）、克里斯·韦拉斯科（Cris Velasco）、维尼·沃尔德伦（Winnie Waldron）、马塞洛·德·弗朗西斯兹（Marcello De Francisci）、杰夫·罗纳（Jeff Rona）、泰勒·贝兹（Tyler Bates）、比尔·麦克科瑞（Bear McCreary）等。2005年3月1日，索尼电脑娱乐在索尼音乐商店独家发售了《战神：原声音乐集》CD，以其精心设计的管弦乐题材，以及对古典和民族乐器的创造性而受到广泛好评，作曲家们也因为避免了无休止的动作主题而受到赞扬。《战神II：原声音乐集》于2007年4月10日由SIE发行，这张专辑的作曲家比之前的原声更具特色。《战神III：原声音乐集》于2010年3月30日由SIE和Sumthing发行，并且也被收录在《战神III》的终极版和《战神III》终极三部曲版的下载内容中。该配乐被誉为最成功的管弦乐和最佳配乐。
《战神》、《战神II》和《战神III》在2005年获得最佳原创配乐的提名，而在2005和2007年还分别荣获尖峰游戏音乐奖。《战神》三部曲的原声音乐集在《战神III》的终极版以及《战神III》终极三部曲版中作为下载内容提供给玩家。三部曲的原声音乐集中包含了《战神》、《战神II》和《战神III》的原声音轨。
2010年10月18日，索尼在iTunes Store上发售了《战神：斯巴达幽灵》的游戏原声音乐集，《斯巴达幽灵》的预购版中除了包含原声音乐集之外，还追加了3首《奥林匹斯之链》的原声音轨。其中有几首歌是纯粹的背景音乐，而其余的音轨与本系列的其它主要音轨相比更为优秀。由索尼和La-La Land Records于2013年3月5日在iTunes上发布的《战神：升天》原声音乐集与之前发行的音轨不同，因为它是由泰勒·贝兹独自创作的，这也是他创作的唯一一部《战神》音乐。这次的音乐也在《战神：升天》和特别版中作为可下载的内容发布了，评论家表示这次的作品十分有力，并且富有节奏感，不过重复性较强。之所以会将比尔·麦克科瑞列入作曲家名单中，是因为他将为即将发售的，基于北欧神话制作的PS4版《战神》作曲。
《战神：鲜血与金属》是由《Roadrunner》唱片公司多个乐队推荐的重金属音乐，并且也是由《战神》系列游戏改编而来的原创音乐。该EP于2010年3月2日发布，由shockound和iTunes Stiore提供，并且也包含在《战神III》的终极版和终极三部曲的下载内容中，并且还有一首附赠曲目。由三艺（Trivium）创作的第二首“撼天”，以及由高领（Turtlenecks）创作的附赠乐曲“神泣”已经被制作成音乐视频。1UP.com表示“听起来还不错”，“迎合主流听众品位”。史克威尔艾尼克斯在线音乐表示该专辑是一组“精选金属音乐”，并且听众会“对这些音乐感到惊喜”。

#### 乐曲列表
1. “魔障”（My Obsession），终极杀戮乐团（Killswitch Engage）
2. “撼天”（Shattering the Skies Above），三艺乐团（Trivium）
3. “犬性”（Raw Dog），梦剧院乐团（Dream Theater）
4. “疯狂”（This is Madness），降临乐团（Taking Dawn）
5. “冬喉”（The Throat of Winter），月亮之城乐团（Opeth）
6. “终焉”（The End），内乱乐团（Mutiny Within）
7. “神泣”（Even Gods Cry），高领乐团（Turtlenecks）

### 北歐神話篇
《战神4》和《战神：诸神黄昏》的配樂與原聲帶，是由著名的电视连续剧作曲家貝爾‧麥奎瑞被聘请来创作音乐。《战神》（PlayStation原声带）于2018年4月20日由索尼古典唱片公司发行。貝爾‧麥奎瑞为游戏创作了全新的音乐，没有重复使用希腊时代的任何音乐。然而，他受到他们声音的启发，例如“深沉的合唱团、敲击的鼓声和尖锐的铜管”，并使用北欧民族乐器重塑了北欧神話與人文地理。配乐广受好评，在颁奖典礼上获得各种提名，并在第22 届年度D.I.C.E.大奖中获得了原创音乐创作杰出成就奖。《战神：诸神黄昏》（原声带）于2022年11月9日由索尼古典唱片公司发行。法罗群岛歌手艾沃爾被带回来为配乐做出贡献。爱尔兰民间艺术家赫齐尔也出现在歌曲“Blood Upon the Snow”中。貝爾‧麥奎瑞之後也为《战神：诸神黄昏》的扩展包英靈神殿创作音乐，并融入杰拉德·马里诺 （Gerard Marino） 在希腊神話篇游戏中的主题。《战神：诸神黄昏》的原声带有五首新曲目，于 2023 年 12 月 15 日通过索尼古典唱片公司以数字方式发行。
为庆祝《戰神》成立 20 周年，所有之前发行的原声带以及《战神：奥林匹斯之链》的音乐都被打包成 20 周年黑胶唱片系列。

## 评价
| 游戏               | Metacritic                 |
| ------------------ | -------------------------- |
| 戰神               | 94/100                     |
| 戰神II             | 93/100                     |
| 战神：奥林匹斯之链 | 91/100                     |
| 戰神合輯           | 91/100 (PS3) 73/100 (Vita) |
| 戰神III            | 92/100                     |
| 戰神：斯巴達的亡魂 | 86/100                     |
| 戰神：起源典藏版   | 84/100                     |
| 战神：历代记       | N/A                        |
| 戰神：崛起         | 80/100                     |
| 戰神III 強化版     | 81/100                     |
| 戰神4              | 94/100 (PS4) 93/100 (PC)   |
| 戰神：諸神黃昏     | 94/100 (PS5) 90/100 (PC)   |

2023年11月，索尼公司报告称，《战神》系列产品在全球的销量已超过6600万（索尼尚未发布更新的销售数据）。《战神》、《戰神II》、《战神：奥林匹斯之链》、《戰神合輯》以及《战神III》均得到评论家的高度好评。《战神：斯巴达之魂》则评价良好。《戰神合輯》也受到众人的欢迎，但并不包括PlayStation Vita版，PSV版在历代当中的评价是最低的。
在游戏发售时，GameSpy的雷蒙德·帕迪拉（Raymond Padilla）写道，《战神》是“PS2上最富有魅力的动作游戏”。其他评论家也同样认为这是有史以来最好的动作游戏之一，它获得了十几项“年度最佳游戏”奖。2009年，《战神》被称为“史上最优秀的”PS2游戏，位列于IGN的“PS2有史以来最好的25款游戏”之中。而《战神II》也在IGN“PS2有史以来第二好的25款游戏”之中。《战神II》也被誉为是有史以来最好的动作游戏之一，同时也是PS2时代的绝唱。2012年11月，Complex.com称，《战神II》是有史以来最好的PS2游戏，而《战神》位列第11名，并且比《战神III》更为优秀。
《战神：奥林匹斯之链》以其“奇妙”的图像风格以及“紧凑而灵敏”的操作而备受好评。2008年，IGN授予《战神：奥林匹斯之链》“最佳PSP动作游戏”的称号，2010年9月，它被GamePro列为最佳PSP游戏。《战神III》的画面，特别是克雷多斯备受好评，IGN表示，克雷多斯“也许是游戏中给人印象最深刻的角色”。IGN还说，《戰神III》“重新定义了攀爬这个词在游戏中的定义，因为它将你和巨大的泰坦融合在一起”。《戰神III》分别在2009年和2010年获得了“2010年最受期待游戏”以及“最佳PS3游戏”的奖项，该游戏还获得了2011年英国电影学院奖（BAFTA awards）中的“艺术成就奖”。《战神：斯巴达之魂》因其图像和故事而备受称赞，1UP的克里斯·佩雷拉（Chris Pereira）表示，“这是比其它高品质游戏更有灵魂的故事”。该游戏在2010年的E3中获得了“最佳掌机游戏”、“最佳PSP游戏”、“最佳PSP游戏表现”等多个奖项，并在2010年的尖端游戏奖中获得“最佳掌机游戏”的奖项。
该系列也因谜题、武器以及技术问题而受到了批评，比如G4说在《奥林匹斯之链》中“偶尔会受到画面崩溃和掉帧的困扰”，而且某些谜题“非常难解”。该游戏也因为敌人缺乏多样性而受到批评，某些谜题还需要玩家推箱子解决，另外故事情节也相对较短。《战神III》也受到了一些批评，比如GameFront的菲尔·霍恩肖（Phil Hornshaw）认为这款游戏过于残忍，并且怕玩家也像克雷多斯一样沉迷于痛苦和暴力。IGN抱怨游戏中的武器，说“另外三种武器中，有两种的用法跟双刃极其相似”，虽然它们拥有独特的力量和不同的动作，但总的来说，它们几乎是一样的。《战神：斯巴达之魂》受到欧洲玩家们的批评，他们说，“游戏的主要问题在于内部对焦”，以及“如果玩过《战神III》的话，《斯巴达幽灵》显得有些鸡肋”。有些评论者表示，《戰神：崛起》的剧情并不像之前版本中那样引人注目，IGN指出，与宙斯和阿瑞斯相比，“复仇女神们完全不够看”。在多人游戏方面的评论则显得褒贬不一，有些评论者认为游戏的转型很好，但仍然认为平衡性和深度的战斗更为关键。Edge杂志赞同多人游戏的理念，称这是一次“进化的历程”，并且“应该继承到续作当中去”。
《战神》系列的合集也备受好评，IGN授予PS3版《戰神合輯》“编辑的选择”奖，赞扬了高清化制作、更流畅的帧率以及更低廉的价格，并表示这是“游戏的最终版”。由于《战神》系列的成功，索尼公司宣布，在其新推出的“经典高清”品牌下，会加入更多的游戏。《戰神：起源典藏版》也同样备受欢迎，IGN表示“索尼成功地将游戏做得更好”，尽管GamePro批评这次的作品缺乏新内容。《战神：历代记》也受到了好评，Digital Trends的瑞安·弗莱明（Ryan Fleming）写道，这次的合集“也许是所有游戏中性价比最高的”，尽管合集的目标市场可能并不是该系列粉丝，而是缺乏经验的玩家或新手。《战神III》的重制版获得了普遍的好评，评论者们对更柔和的纹理和更饱满的帧率给予赞扬，但由于原始图形已经有了显著的效果，所以这些变化并不是非常重要，评论家们表示，这些细微的变化并不足以让玩家心动到可以再花40美元重新购买游戏的程度。